# A Beginning
A Beginning (englisch für: Ein Anfang) ist ein orchestrales Werk der britischen Band The Beatles aus dem Jahr 1968. Veröffentlicht wurde es jedoch erst 1996. Das Lied wurde vom Produzenten der Band George Martin komponiert und arrangiert.

## Hintergrund
A Beginning war ursprünglich als orchestrale Einleitung des Liedes Don’t Pass Me By von Ringo Starr gedacht. Letztlich wurde die Aufnahme aber zugunsten einer Einleitung auf einem Klavier verworfen.

## Aufnahme
Das Stück wurde am 22. Juli 1968 in den Londoner Abbey Road Studios aufgenommen. Produziert wurde es von George Martin, dem Ken Scott assistierte. Die Beatles selbst waren weder in die Komposition noch in die Aufnahme des Stückes involviert.

## Besetzung
- 12 Geigen
- 3 Bratschen
- Harfe
- 3 Flöten
- Klarinette
- Horn
- Vibraphon
- Kontrabass

Dasselbe Orchester spielte auch auf dem Beatles-Lied Good Night.

## Veröffentlichung
Nachdem 1995 und 1996 auf den Alben Anthology 1 und Anthology 2 die neuen Beatles-Lieder Free As A Bird und Real Love veröffentlicht worden waren, sollte auch auf dem dritten Album der Serie ein neues Lied der Beatles erscheinen. Hierzu hatten die zu diesem Zeitpunkt noch lebenden Beatles Paul McCartney, George Harrison und Ringo Starr mit der Überarbeitung der Lennon-Komposition Now and Then begonnen. Harrison zeigte sich allerdings unzufrieden mit dem Ergebnis, sodass dieses Projekt abgebrochen wurde. Anstatt Now and Then erschien nun als Alternative das zu diesem Zeitpunkt unveröffentlichte Werk A Beginning am 28. Oktober 1996 als erstes Lied des Albums Anthology 3. Das Werk war jedoch schon zuvor 1969 in einer kurzen Passage des Soundtracks des Spielfilms Yellow Submarine verwendet worden.
Am 9. November 2018 erschien die 50-jährige Jubiläumsausgabe des Albums The Beatles (Super Deluxe Box), auf dieser befindet sich A Beginning (Take 4) / Don’t Pass Me By (Take 7).